# ノイエンドルフ・ザクセンバンデ

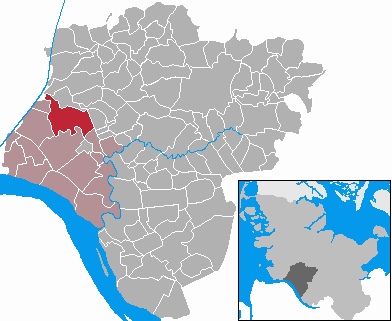
郡内におけるノイエンドルフ・ザクセンバンデの位置

ノイエンドルフ・ザクセンバンデ（Neuendorf-Sachsenbande）は、ドイツのシュレースヴィヒ＝ホルシュタイン州シュタインブルク郡にあるヴィルスターマーシュというアムト（小規模自治体の集合体）に属する基礎自治体（以下、便宜的に「村」とする）である。
この村はドイツの標高最低地点を含んでおり、それは海面下3.539mである。

## 歴史
この村の歴史は新しく、2003年1月1日にノイエンドルフ・バイ・ヴィルスター（Neuendorf bei Wilster）とザクセンバンデ（Sachsenbande）が合併して誕生したブレーデンゼー（Bredensee）が始まりである。この新しい村は同年4月15日にノイエンドルフ・ザクセンバンデに改称した。

## 経済
田舎であるこの村の経済は主に農業で成り立っているが、村の登記簿によると、30の小さな事業所が立地する。

## 行政
村役場はコールマークト（Kohlmarkt）25番地にある。
村議会は11人の議員で構成され、ドイツ社会民主党（SPD）所属が1人、ドイツキリスト教民主同盟（CDU）所属が5人、無所属が5人である。村議会の主要な議題は、2003年に実施した合併に関するものや、ドイツで全国的に顕著となった地盤沈下、村を流れるヴィルスター川（Wilster Au）という小川に関するものなど地域の地理についての政治課題が多いところが特徴的である。

## 引用
1. ↑  Statistikamt Nord – Bevölkerung der Gemeinden in Schleswig-Holstein 4. Quartal 2023 (XLSX-Datei)